# 情人結
《情人結》是由中國大陸導演霍建起執導，趙薇、陸毅連袂主演的劇情片。改編自中國大陸作家安頓的紀實文學《相約陌生人》的《愛恨情仇》篇。本片最初片名為《無盡的莎士比亞》。

## 故事梗概
本片講述了一個中國版《羅密歐與茱麗葉》的故事，20世紀70年代末，高中生屈然和侯嘉從小青梅竹馬，但卻遭到了兩個相互敵視的家庭的反對。大學畢業后侯嘉選擇出國求學，屈然則在等待。七年後，侯嘉回國了，同時屈然的父親卻罹患癌癥……

## 角色
| 演員   | 角色       |
| 趙薇   | 屈然       |
| 陸毅   | 侯嘉       |
| 宋曉英 | 侯嘉的母親 |

## 奖项与提名
| 年份   | 颁奖典礼                     | 奖项       | 作品   | 结果 |
| ------ | ---------------------------- | ---------- | ------ | ---- |
| 2005年 | 第8届上海国际电影节金爵奖    | 最佳影片   | 霍建起 | 提名 |
| 2005年 | 第8届上海国际电影节金爵奖    | 最佳女演员 | 赵薇   | 獲獎 |
| 2005年 | 第11届中国电影华表奖         | 优秀故事片 |        | 提名 |
| 2005年 | 第11届中国电影华表奖         | 优秀女演员 | 赵薇   | 獲獎 |
| 2005年 | 第25届中国电影金鸡奖         | 最佳女配角 | 宋晓英 | 提名 |
| 2005年 | 第25届中国电影金鸡奖         | 最佳摄影   | 孙明   | 提名 |
| 2005年 | 第25届中国电影金鸡奖         | 最佳美术   | 崔韧   | 提名 |
| 2006年 | 第8届中国长春电影节金鹿奖    | 最佳女主角 | 赵薇   | 獲獎 |
| 2006年 | 第8届中国长春电影节金鹿奖    | 最佳女配角 | 宋晓英 | 獲獎 |
| 2007年 | 第五届北京市政府文学艺术奖奖 | 电影类作品 |        | 獲獎 |

## 相關鏈接
- 國際網路電影資料庫(IMDb) （页面存档备份，存于）